# Lafitte-Vigordane
Lafitte-Vigordane (okzitanisch La Hita Bigordana) ist eine französische Gemeinde mit 1.156 Einwohnern (Stand 1. Januar 2022) im Département Haute-Garonne und der Region Okzitanien (vor 2016 Midi-Pyrénées). Sie gehört zum Arrondissement Muret und zum Kanton Auterive. Die Bewohner werden Lafittois genannt.

## Geographie
Lafitte-Vigordane liegt etwa 35 Kilometer südsüdwestlich von Toulouse an der Louge, die die Gemeinde im Norden begrenzt. Umgeben wird Lafitte-Vigordane von den Nachbargemeinden Gratens im Nordwesten und Norden, Peyssies im Norden und Nordosten, Carbonne im Osten, Salles-sur-Garonne im Süden, Saint-Élix-le-Château im Süden und Südwesten sowie Marignac-Lasclares im Westen. Im Südosten der Gemeinde verläuft die Autoroute A64.

## Bevölkerungsentwicklung
| Jahr                       | 1962 | 1968 | 1975 | 1982 | 1990 | 1999 | 2006 | 2013 | 2020 |
| Einwohner                  | 462  | 426  | 470  | 456  | 529  | 654  | 1026 | 1078 | 1201 |
| Quellen: Cassini und INSEE |      |      |      |      |      |      |      |      |      |

## Sehenswürdigkeiten
- Kirche Notre-Dame von Le Querillou aus dem 19. Jahrhundert
- Schloss Lafitte-Vigordane (auch: Schloss Les Rémusat), seit 1991 Monument historique